# Verbicaro
Verbicaro é uma comuna italiana da região da Calábria, província de Cosenza, com cerca de 3.514 habitantes. Estende-se por uma área de 32 km², tendo uma densidade populacional de 110 hab/km². Faz fronteira com Grisolia, Orsomarso, San Donato di Ninea, Santa Maria del Cedro.

## Demografia
| Variação demográfica do município entre 1861 e 2011                               |
|                                                                                   |
| Fonte: Istituto Nazionale di Statistica (ISTAT) - Elaboração gráfica da Wikipedia |